# Maria Serrallach Julià
Maria Serrallach Julià (Barcelona, 13 de desembre de 1905 – 26 d'octubre de 1992) fou una bibliotecària catalana.

## Biografia

### Formació
Filla del metge Narcís Serrallach i Mauri de Barcelona (fou un dels primers uròlegs d'Espanya) i de Concepció Julià Font de Gelida, amb quatre germans més, entre ells Josep Antoni Serrallach i Julià, Maria Serrallach estudià a l'Escola Alemanya de Barcelona. Als set anys, a més de l'alemany, parlava francès i, als dotze, anglès. En acabar, seguí estudis de comerç i de seguida ingressà com a alumna a l'Escola de Bibliotecàries. Acabà la carrera el 1933, amb una tesina titulada Biblioteques a la U.R.S.S. Una mostra del seu esperit innovador és que ja el 1930 aconseguí el carnet de conduir.

### Primeres feines
Just acabar la carrera, treballà a la biblioteca del Tir Nacional (1933–1936), i el 1937 va començar a treballar com a interina a la feina que l'ocuparia la resta de la seva vida laboral: el Seminari de Química i Farmàcia de la Universitat de Barcelona, biblioteca que pràcticament organitzà des de zero i a la qual dotà d'uns serveis força insòlits per a l'època.
El 1940 introduí (de manera rudimentària, però efectiva) un servei de fotocòpies, innovador a l'Estat. Ben aviat comptà amb la col·laboració i el suport econòmic de les empreses químiques i farmacèutiques, que trobaven en aquesta biblioteca la informació que els era bàsica per a la feina. El 1942 aprovà les oposicions al Cos Facultatiu d'Arxivers, Bibliotecaris i Arqueòlegs, i guanyà així la plaça definitiva a la biblioteca de la Universitat. També va guanyar les oposicions de traductora jurada d'anglès i d'alemany. ´

### Estats Units
El 1946, gràcies a una beca del govern americà, estigué un any als Estats Units, on treballà durant deu mesos a la biblioteca de ciències de la Universitat de Nôtre Dame, Indiana, i tingué l'oportunitat de visitar una quarantena de biblioteques d'aquell país i de conèixer el fundador de Chemichal abstracts. Aquesta experiència revertí en els serveis a la biblioteca de Química, a més dels donatius de revistes que aconseguí de l'US Book Exchange, i amb les quals completà la col·lecció del Seminari.
Dictà diverses conferències a químics sobre aquesta estada i publicà alguns articles. El mateix 1946 publica Bibliografía química, una compilació d'obres tècniques i de recursos de tota mena d'utilitat per a la professió i els estudiants de química que resultà útil durant força anys. Aquesta és la seva publicació més important; però a la seva bibliografia s'hi compten una desena d'altres treballs, tots relacionats amb la documentació química.
Amb el temps, aconseguí que la biblioteca de Química fos un exemple de centre de recursos ben dotat, amb una col·lecció important d'obres de referència, i amb serveis de traducció i d'obtenció de documents, impensables en cap altra biblioteca de l'Estat.

### Professora
Els cursos 1960–61 i 1963–64 fou professora de l'Escola de Bibliotecàries, on fou pionera a introduir conceptes sobre documentació. Des de la biblioteca rebia amb molt de gust les alumnes de l'Escola, i les introduïa en la bibliografia química. El 1965 li fou concedida l'Encomienda amb llaç de l'orde d'Alfons X el Savi. El 1975, quan es jubilà, rebé un homenatge del Col·legi Oficial de Químics per la seva tasca al capdavant de la biblioteca i la medalla de plata de la Universitat.
Tanmateix, continuà col·laborant amb la biblioteca fins al 1980, prova de la seva dedicació al centre.

## Premis i reconeixements
- Encomienda de l'orde d'Alfons X el Savi[2]
- Medalla de plata de la universitat de Barcelona[2]